# Kévin Malcuit
Kévin Malcuit (ur. 31 lipca 1991 w Châtenay-Malabry) – francuski piłkarz występujący na pozycji obrońcy we włoskim klubie ACF Fiorentina, do którego jest wypożyczony z SSC Napoli.

## Kariera klubowa
Wychowanek AS Monaco, w swojej karierze grał także w takich zespołach jak Vannes, Fréjus Saint-Raphaël, Chamois Niortais oraz AS Saint-Étienne.
7 lipca 2017 roku podpisał 5-letni kontrakt z pierwszoligowym Lille OSC. Od 2018 roku zawodnik SSC Napoli.
(aktualne na dzień 9 sierpnia 2020)
| Klub                 | Sezon              | Liga               | Liga  | Liga   | Puchary krajowe | Puchary krajowe | Europa | Europa | Suma  | Suma   |
| Klub                 | Sezon              | Liga               | Mecze | Bramki | Mecze           | Bramki          | Mecze  | Bramki | Mecze | Bramki |
| -------------------- | ------------------ | ------------------ | ----- | ------ | --------------- | --------------- | ------ | ------ | ----- | ------ |
| AS Monaco            | 2010/11            | Ligue 1            | 1     | 0      | 0               | 0               | –      | –      | 1     | 0      |
| AS Monaco            | 2011/12            | Ligue 2            | 2     | 0      | 2               | 0               | –      | –      | 4     | 0      |
| Vannes (wyp.)        | 2011/12            | National           | 12    | 2      | 0               | 0               | –      | –      | 12    | 2      |
| Fréjus Saint-Raphaël | 2012/13            | National           | 33    | 2      | 2               | 0               | –      | –      | 35    | 2      |
| Fréjus Saint-Raphaël | 2013/14            | National           | 5     | 0      | 0               | 0               | –      | –      | 5     | 0      |
| Chamois Niortais     | 2013/14            | Ligue 2            | 6     | 0      | 0               | 0               | –      | –      | 6     | 0      |
| Chamois Niortais     | 2014/15            | Ligue 2            | 29    | 2      | 3               | 0               | –      | –      | 32    | 2      |
| Chamois Niortais     | 2015/16            | Ligue 2            | 4     | 0      | 0               | 0               | –      | –      | 4     | 0      |
| AS Saint-Étienne     | 2015/16            | Ligue 1            | 9     | 0      | 3               | 0               | 0      | 0      | 12    | 0      |
| AS Saint-Étienne     | 2016/17            | Ligue 1            | 25    | 0      | 2               | 0               | 7      | 0      | 34    | 0      |
| Lille OSC            | 2017/18            | Ligue 1            | 23    | 0      | 0               | 0               | 0      | 0      | 23    | 0      |
| SSC Napoli           | 2018/19            | Serie A            | 24    | 0      | 1               | 0               | 2      | 0      | 27    | 0      |
| SSC Napoli           | 2019/20            | Serie A            | 4     | 0      | 0               | 0               | 2      | 0      | 6     | 0      |
| Ogólnie w karierze   | Ogólnie w karierze | Ogólnie w karierze | 177   | 6      | 13              | 0               | 11     | 0      | 201   | 6      |